# 瓦屋町 (大阪市)
瓦屋町（かわらやまち）は、大阪府大阪市中央区の町名。現行行政地名は瓦屋町一丁目から瓦屋町三丁目。

## 地理
大阪市中央区の南部に位置する。北は松屋町・谷町、東は中寺、南は高津・道頓堀、西は阪神高速1号環状線の高架下を流れる東横堀川を挟んで島之内にそれぞれ接する。

### 河川
- 東横堀川

## 歴史
- 1615年（元和元年） 西成郡西高津村領内の4万6千坪の土地を御用瓦師の寺島宗左衛門が拝領する。
- 1694年（元禄7年） 大坂三郷へ編入され、南瓦屋町1 - 5丁目となる。
- 1872年（明治5年） 瓦屋町一番丁 - 五番丁に改編。
- 1982年（昭和57年） 瓦屋町1 - 3丁目に改編。

### 町名の由来
文字通り、江戸時代に瓦生産が行われていたことが町名の由来で、船場の瓦町との混同を避けるため「南」を冠した町名になった。
南瓦屋町の北東には瓦土取場が隣接しており、こちらは1630年（寛永7年）に寺島藤右衛門が拝借したことから瓦屋藤右衛門請地と呼ばれた（現在の谷町6 - 7丁目の一部および上本町西1 - 3丁目の一部）。

## 世帯数と人口
2019年（平成31年）3月31日現在の世帯数と人口は以下の通りである。
| 丁目         | 世帯数    | 人口    |
| ------------ | --------- | ------- |
| 瓦屋町一丁目 | 1,004世帯 | 1,512人 |
| 瓦屋町二丁目 | 1,288世帯 | 2,014人 |
| 瓦屋町三丁目 | 810世帯   | 1,197人 |
| 計           | 3,102世帯 | 4,723人 |

### 人口の変遷
国勢調査による人口の推移。
| 1995年（平成7年）  | 2,309人 | [ 6 ]  |  |
| 2000年（平成12年） | 2,769人 | [ 7 ]  |  |
| 2005年（平成17年） | 3,229人 | [ 8 ]  |  |
| 2010年（平成22年） | 4,272人 | [ 9 ]  |  |
| 2015年（平成27年） | 4,423人 | [ 10 ] |  |

### 世帯数の変遷
国勢調査による世帯数の推移。
| 1995年（平成7年）  | 1,131世帯 | [ 6 ]  |  |
| 2000年（平成12年） | 1,367世帯 | [ 7 ]  |  |
| 2005年（平成17年） | 1,781世帯 | [ 8 ]  |  |
| 2010年（平成22年） | 2,482世帯 | [ 9 ]  |  |
| 2015年（平成27年） | 2,850世帯 | [ 10 ] |  |

## 事業所
2016年（平成28年）現在の経済センサス調査による事業所数と従業員数は以下の通りである。
| 丁目         | 事業所数  | 従業員数 |
| ------------ | --------- | -------- |
| 瓦屋町一丁目 | 108事業所 | 731人    |
| 瓦屋町二丁目 | 99事業所  | 654人    |
| 瓦屋町三丁目 | 58事業所  | 982人    |
| 計           | 265事業所 | 2,367人  |

## 施設

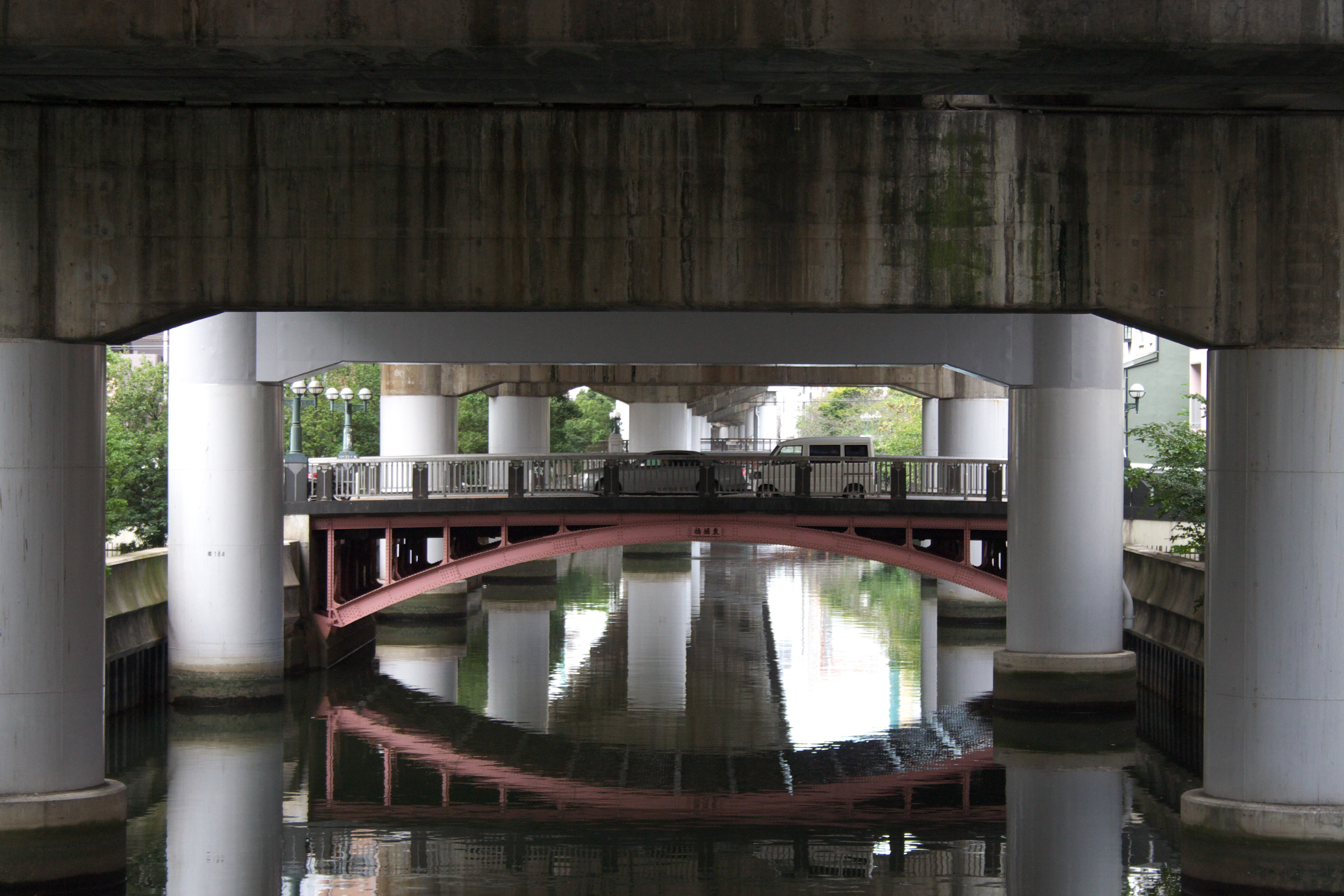
東堀橋

- 大阪市立中央小学校
- 瓦屋町グランド
- 高津病院
- 扇雀飴本舗
- ハマヤ

## 交通

### 鉄道
- 松屋町駅 Osaka Metro 長堀鶴見緑地線
- 谷町九丁目駅 Osaka Metro 谷町線

### 道路
高速道路
- 阪神高速1号環状線 高津入口

主要地方道
- 大阪市道天神橋天王寺線（松屋町筋）

### 橋梁
- 瓦屋橋
- 東堀橋

## その他

### 日本郵便
- 〒542-0066[3]（集配局：大阪南郵便局[12]）